# Викман, Павел Васильевич
Павел Васильевич Викман (род. 1940; РСФСР, СССР, Оренбург — 13 ноября 2012; Пенза) — советский и российский певец, музыкант, театральный деятель и театральный актёр. Заслуженный артист России.

## Биография
Родился в 1940 году в Оренбурге.
Творческий путь начался в 1956 году в драматической студии, организованной при Саратовском театре имени Карла Маркса.
Позже Викман окончил Кишиневский институт искусств. После, в разное время работал актёром, заместителем руководителя и директором театров Архангельска, Норильска, Кемерово, а затем в Молдавии.
С 1994 года начал являться артистом Пензенской областной филармонии.
Также создал свой поэтический театр одного актёра. Подготовил семнадцать литературно-музыкальных программ по произведениям русских поэтов.
Являлся мастерством декламатора-чтеца, много лет играл актёром в разных театрах и играл на музыкальных инструментах, больше владел на сцене гитарой, исполняя песенные романсы.
Считал, что нужен для культурно-просветительской деятельности, поэтому часто выступал не только на сцене филармонии, но и в школах, в том числе за пределами Пензенской области.
Ушёл из жизни 13 ноября 2012 года в Пензе.

## Звания и награды
- Заслуженный артист России (2006)[1]

## Издания
- Один в поле воин/Газета «Заполярная правда», 18 сентября 2003. Автор: Ирина ДАНИЛЕНКО[12][12][12]